# N-Sulfinylamine

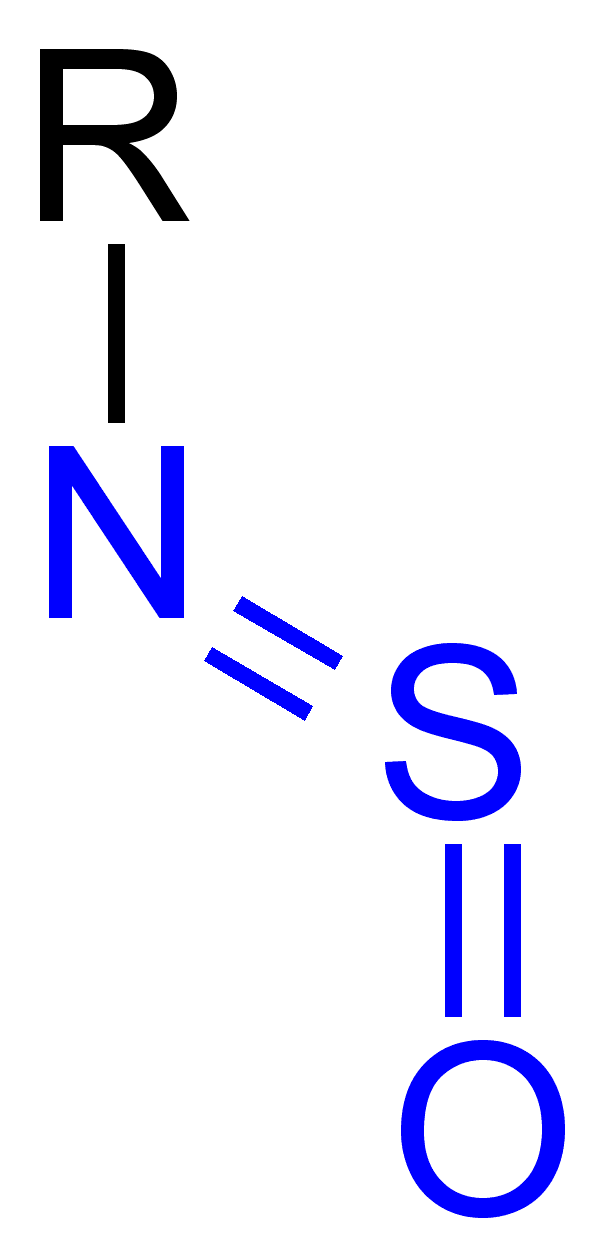
Struktur der N-Sulfinylamine mit der blau gekennzeichneten Sulfinylaminogruppe. R ist ein Organyl-Rest (Alkyl-Rest, Aryl-Rest, Alkylaryl-Rest etc.)

N-Sulfinylamine sind organisch-chemische Stickstoff-Schwefel-Verbindungen und zählen zu den Heterokumulenen des Schwefeldioxids. Sie sind Isostere der Isocyanate, besitzen allerdings eine gewinkelte Struktur der N=S=O-Einheit.
Die polare N=S-Bindung ermöglicht die Verwendung der Sulfinylamine als vielseitige Synthesebausteine in Additionsreaktionen und in Cycloadditionen.
N-Sulfinylamine können durch Reaktion von Thionylchlorid mit einem primären Amin dargestellt werden.